# صاعقة (طائرة دون طيار)
صاعقة: هي مسيرة جوية قتالية إيرانية ذات الجناح الطائر تعمل بمحرك توربيني/مكبس، من إنتاج شركة شاهد لصناعات الطيران.، تنتمي لعائلة سيمرغ المسيرة. وتأتي بنموذجين هما صاعقة-1 وصاعقة-2.

## النماذج
- صاعقة-1 عُرِضَت صاعقة 1  لأول مرة في معرض إكسپو الإيراني للأسلحة عام 2016م. وقالت وسائل الإعلام الحكومية الإيرانية أن صاعقة-1 يمكنها حمل أربع صواريخ موجهة مضادة للدبابات من طراز سديد-1.
- صاعقة-2

يُعرف هذا النموذج أيضاً باسم شاهد 191. والقادرة على حمل صواريخ دقيقة التوجيه. وتميزت النماذج المعروضة لاحقاً من هذا النموذج بامتلاكها مسرب هواء أمامي. ومن المحتمل أن النماذج ذات المحرك المكبسي فقط هي التي لا تمتلك مسربات هواء أمامية. تقلع المسيرة من على مساند متخصصة مثبتة على مركبات تسير فوق مدرج (ربما شاحنات تويوتا هايلكس) وتُسترد على مدرج باستخدام زحافات هبوط قابلة للسحب. وتحمل طائرة صاعقة 2 داخلياً صاروخين من طراز سديد-1. وتبلغ سرعة صاعقة 2، 300 كيلومتر في الساعة، وتصل ساعات تحملها إلى 4.5 ساعة، ويبلغ مداها إلى 450 كيلومتر، وحمولتها إلى 50 كيلوغرام. أما أقصى ارتفاع لها فهو 25.000 ألف قدم. يُذكَر أن طائرة صاعقة كان التحليق الأول لها في شهر نوفمبر عام 2014م وتم الإعلان عنها في شهر أكتوبر سنة 2016م،. وقد صرحت وكالة أنباء فارس أن صاعقة-2 استُخدِمَت في المعارك التي اندلعت بجمهورية سوريا. بالإضافة إلى ذلك فقد استُخدِمَت في روسيا، بحسب ما كشف مسؤولون أميركيون، حيث تسلَّمت روسيا طائرات إيران المُسيَّرة من طراز مهاجر 6 وشاهد 129 وشاهد 191 في شهر أغسطس/ آب 2022م، وتشير التقديرات الاستخبارية الأميركية إلى أن روسيا تعتزم استخدام طائرات إيران المُسيَّرة، التي يمكنها شن هجمات جو-سطح وحروب إلكترونية واستهداف في ساحة المعركة المُحتدمة في أوكرانيا.

## عرض طائرة صاعقة
عرضت قوات الجو-فضاء التابعة للحرس الثوري الإيراني، سنة 2016م، أحدث طائراتها المسيرة تحت اسم صاعقة، وهي طائرة قتالية من دون طيار. وأفادت وكالة تسنيم الدولية للأنباء ان هذه الطائرة من دون طيار تم عرضها في معرض قدرات قوات الجو-فضاء التابعة للحرس الثوري في مجال الطائرات المسيرة، مضيفةً أنها من عائلة طائرات (سيمرغ) من دون طيار.

## الاستخدام الخارجي
- سوريا: في 1 أكتوبر 2018م، استَخدَمَت القوات الجوية الإيرانية الصواريخ البالستية والطائرات بدون طيار، والتي من المفترض أنها تتضمن طائرات صاعقة المسيرة، لمهاجمة أهداف في منطقة البوكمال في شرق سوريا. على الرغم من أن جمهورية إيران قد عرضت لأول مرة طائرة صاعقة مزودة بأربعة صواريخ من طراز سديد-1 وكانت هذه الصواريخ معلقة تحت جسم الطائرة، إلا أنه في هذا الهجوم نشرت جمهورية إيران فيديو قالت أنها تعرض فيه طائرة صاعقة وهي تطلق قنبلة واحدة من طراز سديد-1. بالإضافة إلى ذلك فقد أكدت وكالة أنباء فارس أن صاعقة-2 تم استخدامها في المعارك التي اندلعت بجمهورية سوريا.

## معرض الصور

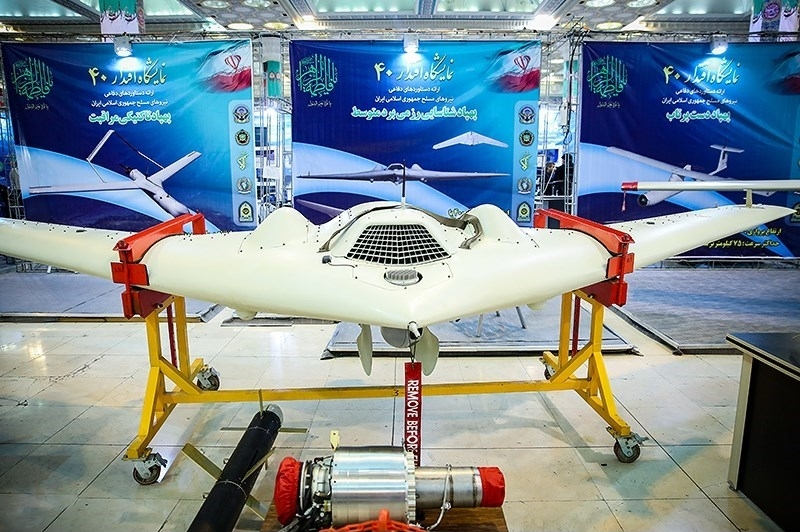
طائرة صاعقة -2 بدون طيار خلال عرضها في معرض إقتدار 40 الدفاعي في طهران. يمكن رؤية محرك طائرة (Saegheh) أمام الطائرة بدون طيار، وكذلك رؤية صاروخ (Sadid-1)، على اليسار
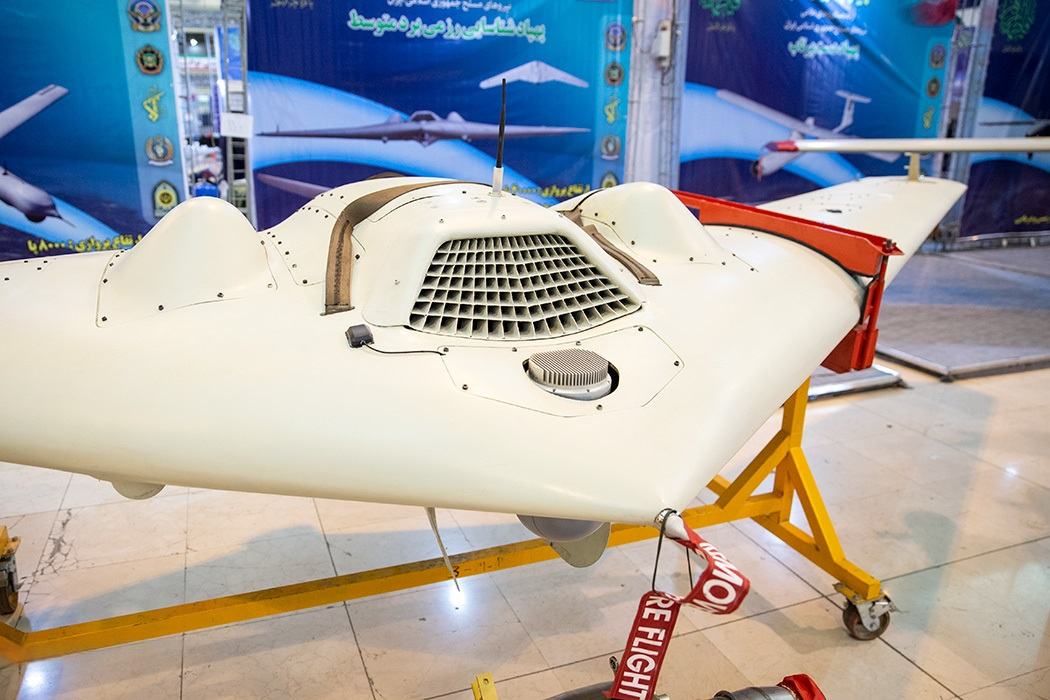
طائرة صاعقة-2 في معرض الدفاع ال40 في العاصمة طهران
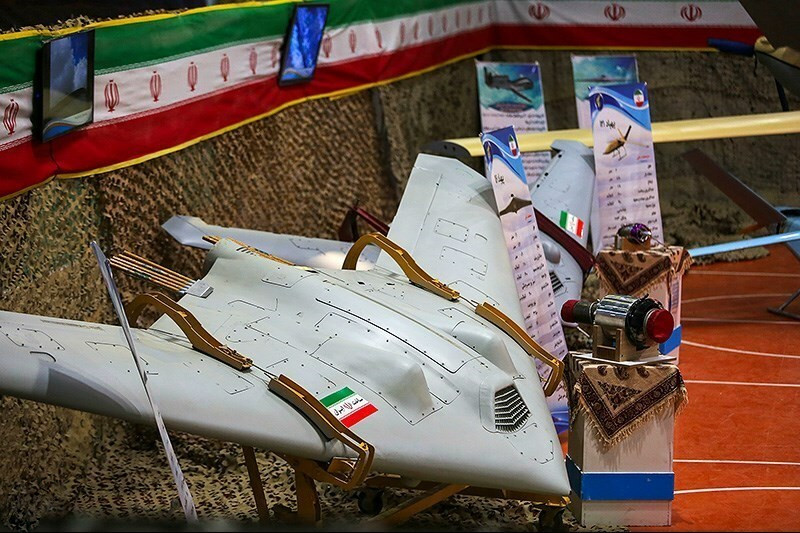
صورة لطائرة صاعقة 2 نشرتها وكالة تسنيم الدولية للأنباء مأخوذة من معرض قدرات وإنجازات القوة الجوية للحرس الثوري الإيراني في أصفهان
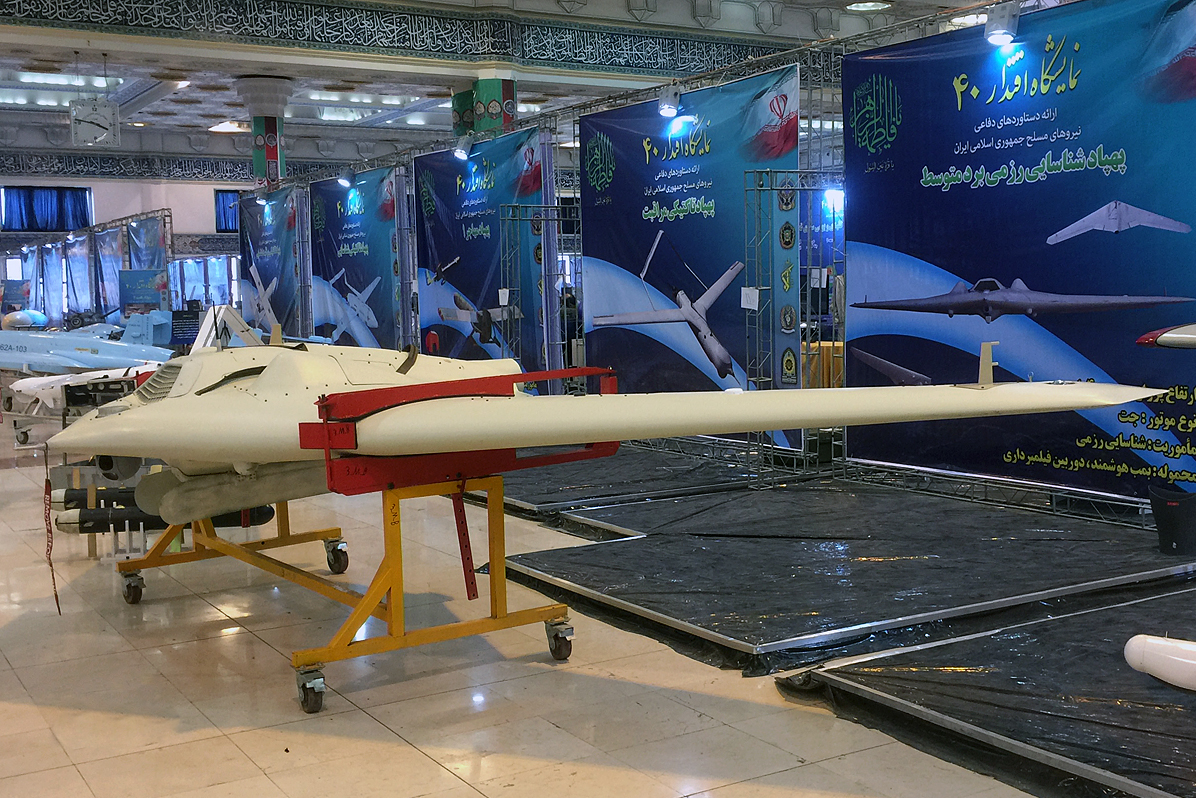
منظر جانبي لطائرة صاعقة -2 بدون طيار خلال معرض إقتدار 40 للدفاع الجوي في العاصمة الإيرانية طهران
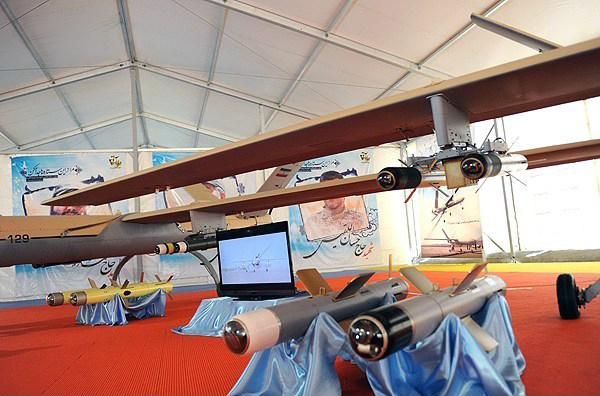
صواريخ سديد الموجهة من نوع Sadid-345. بالإضافة إلى ذخائر معلقة إلى أقصى اليسار وهي من نوع ATGMs Sadid

## طالع ايضاً
- الطائرات الايرانية بدون طيار
- سرير 1 (طائرة بدون طيار)
- فطرس (طائرة من دون طيار)